# 波斯尼亚和黑塞哥维那克罗地亚族民主共同体
波斯尼亚和黑塞哥维那克罗地亚族民主共同体（缩写为HDZ BiH）是波斯尼亚和黑塞哥维那的一个克罗地亚族政党。

## 历史
1990年8月18日，该党在萨拉热窝成立。1991年以来，该党参加波斯尼亚和黑塞哥维那的所有选举。直到2000年，该政党赢得克罗地亚族选民的支持，并参与执政。2002年到2006年重新掌权执政。
在2002年10月波黑选举中，该政党作为克罗地亚族竞选联盟(“Koalicija”)的分部，赢得了9.5%的选票和代表院42个席位中的5席，以及民族院140个席位的16席。
该政党到目前为止已经有两个分裂支流派系:
- 新克罗地亚倡议 (Nova hrvatska inicijativa, NHI), 领袖为克雷西米尔·祖巴克
- 克罗地亚族民主共同体1990 (Hrvatska demokratska zajednica 1990, HDZ 1990), 领袖博若·留比奇

## 主席
- Davorin Perinović (1990)
- Stjepan Kljuić (1990–1992)
- Milenko Brkić (1992)
- 马特·博班 (1992–1994)
- Dario Kordić (1994–1995)
- Božo Rajić (1995–1998)
- 安特·耶拉维奇 (1998–2002)
- 巴里沙·乔拉克 (2002–2005)
- 德拉甘·乔维奇 (2005-)